# Vlöggeln

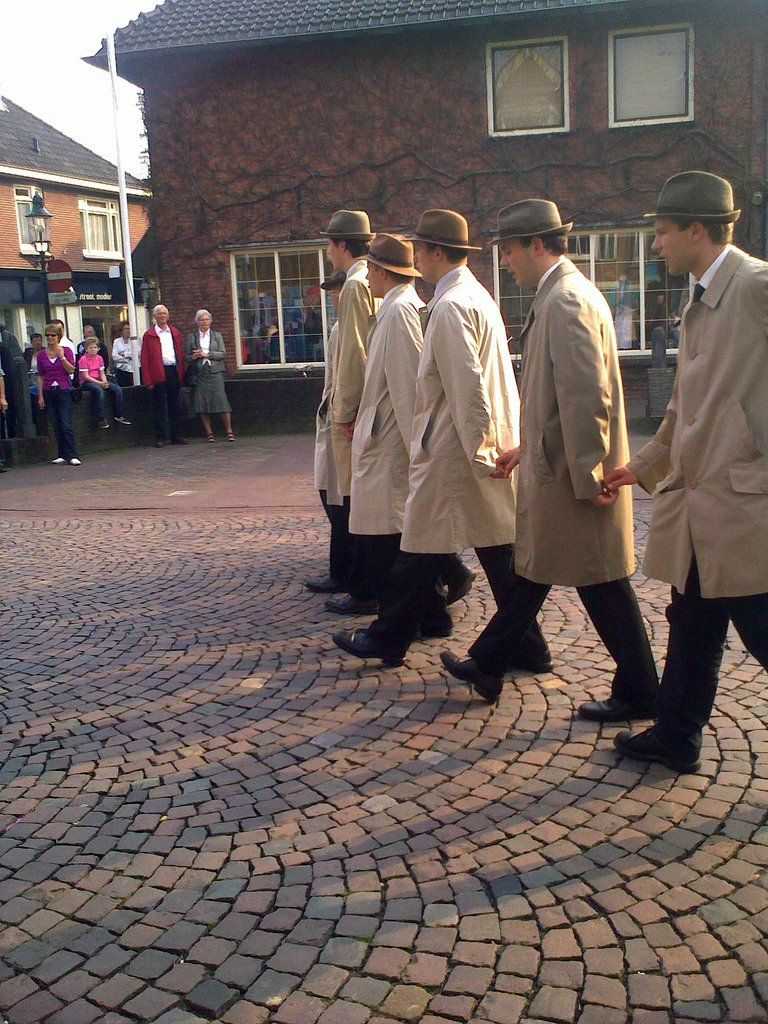
De Poaskearls gaan voorop tijdens het vlöggeln

Vlöggeln (in Twente gebruikelijke spelling, bij Van Dale: vluggelen - de spelling vlöggelen wordt door Van Dale afgekeurd) is een paastraditie in het Twentse Ootmarsum in de Nederlandse provincie Overijssel.
Het vlöggeln is voor de rooms-katholieken uit Ootmarsum een onderdeel van de festiviteiten rondom Pasen. Het vindt plaats op eerste paasdag en wordt op tweede paasdag herhaald. Deze zondag begint in Ootmarsum met een rondgang rond de katholieke kerk door de acht Poaskearls, de Paascommissie, samen met de volwassen mannen. Bij deze rondgang rondom de kerk, de Rondgang om de Wheme, worden de twee paasliederen gezongen. Later in de middag begint het daadwerkelijke vlöggeln. De bevolking en toeristen komen dan bijeen bij de 'boaken', het paasvuur op de Paaskamp, een weiland vlak buiten het stadje. Hier wordt gewacht op de Poaskearls. Rond vijf uur lopen de Poaskearls rondom de 'boaken'. Vervolgens geven ze elkaar een hand en lopen ze al zingend naar beneden, naar het centrum.
De Poaskearls zijn acht katholieke, vrijgezelle mannen, die bovendien niet van plan zijn in de komende vier jaar te trouwen. Voorheen gold de regel dat ze in Ootmarsum geboren moesten zijn, thans is het voldoende dat ze bij hun geboorte in Ootmarsum woonden (omdat de geboorte veelal in een naburig ziekenhuis plaatsvindt). Men is als regel vier jaar Poaskearl, elk jaar worden de twee oudste Poaskearls vervangen.
Het is een initiatieritueel. De acht Poaskearls nemen afscheid van hun jeugd en treden toe tot de wereld der mannen. Tijdens een rondgang om de Wheme, het parochiale gebied van Ootmarsum, wordt de verbondenheid van de gemeenschap met de kerk benadrukt. Bij het vlöggeln lopen inwoners van Ootmarsum en andere aanwezigen met de Poaskearls voorop in een sliert hand-in-hand door het stadje, dwars door huizen en cafés heen, naar het marktplein, waarbij afwisselend twee paasliederen, Christus is opgestanden en Allelujah, den blijden toon, worden gezongen. De oudste Poaskearl, die de naam Judas heeft gekregen, rookt daarbij traditiegetrouw een sigaar, die door zijn maat Iskariot is aangestoken. Het is het laatste onderdeel van de proeve van bekwaamheid. Het gezegde luidt immers: het is geen man die niet roken kan. Bij het eindpunt op het marktplein worden de kinderen driemaal opgetild, waarbij tevens driemaal "hoera" wordt geroepen. Dit optillen van de kinderen symboliseert dat Judas en Iskariot, die hun naam hebben verkregen omdat zij de jeugd verraden door toe te treden tot de wereld der volwassenen, vanaf nu in het bezit zijn van alle rechten en plichten van een volwassen man. Zij gaan hun vleugels uitslaan en een gezin stichten. De hele tocht duurt ongeveer een uur.
Op eerste paasdag is er daarna 's avonds rond half negen het paasvuur waarbij ook de Poaskearls weer aanwezig zijn. In de 17e eeuw heeft de kerk het paasvuur de symbolische betekenis gegeven van het licht van Pasen en de verrijzenis van Jezus. Het is echter van oorsprong een heidens gebruik, waarmee de winter symbolisch wordt verdreven en met de rook vruchtbaarheid wordt geschonken aan mens, dier en akker. Vroeger was het gebruikelijk om het vee tussen de vlammen door te drijven. Jongemannen sprongen over de vlammen en smeerden zich in met de as van het vuur. De twee uittredende Poaskearls mogen het paasvuur aansteken, waarmee zij hun vruchtbaarheid symbolisch ontsteken. Op tweede paasdag worden de rondgang en het vlöggeln herhaald. De twee uitgetreden Poaskearls zijn dan naar de achtergrond verhuisd, omdat zij hun mannelijkheid niet meer hoeven te bewijzen.
De vroegste vermelding van het vlöggeln stamt uit een uitgave van de Overijsselsche Almanak voor Oudheid en Letteren uit 1840. Wellicht is het gebruik iets ouder, maar zeker niet ouder dan 1809. In dat jaar werden de H.H. Simon en Judaskerk en de Wheme door koning Lodewijk Napoleon aan de rooms-katholieken toegewezen en het is ondenkbaar dat de rooms-katholieken voor die tijd al zingend een rondgang om de Wheme zouden houden. Vermoedelijk is het gebruik echter pas na 1826 ontstaan, omdat de sigarenindustrie pas in 1826 zijn intrede deed in Nederland.
In het nabijgelegen Denekamp wordt Pasen ook traditioneel gevierd, met het paasstaakhalen of paasstaakslepen.